# Рампольди, Людовика
Людовика Рампольди (итал. Ludovica Rampoldi, род. 23 января 1979 года) — итальянский сценарист, двукратный лауреат премии «Серебряная лента», лауреат премии «Давид ди Донателло».

## Биография
Людовика Рампольди родилась 23 января 1979 года в Риме.
Занимается написанием сценариев для кинокартин, телевизионных фильмов и сериалов. Активно сотрудничает с другими авторами, чаще всего — с Алессандро Фаббри и Стефано Сардо.
В 2015 году Людовика Рампольди была удостоена кинопремии Итальянского национального профсоюза киножурналистов «Серебряная лента» за лучший литературный первоисточник к фильму «Невидимый мальчик» (совместно с Алессандро Фаббри и Стефано Сардо).

## Фильмография
| Год       |     | Русское название                    | Оригинальное название                      | Примечание                                                                              |
| --------- | --- | ----------------------------------- | ------------------------------------------ | --------------------------------------------------------------------------------------- |
| 2005      | кор | Не там, где мы должны быть          | Mai dove dovremmo essere                   | Совместно с Давиде Минеллой и Стефано Сардо                                             |
| 2007      | ф   | Девушка у озера                     | La ragazza del lago                        | Совместно с Сандро Петральей по роману Карин Фоссум                                     |
| 2009      | ф   | Двойное время                       | La doppia ora                              | Совместно с Алессандро Фаббри и Стефано Сардо                                           |
| 2009      | ф   | Конфетка                            | Il gioiellino                              | Совместно с Андреа Молайоли и Габриэлем Романьоли                                       |
| 2011      | тф  | Где ты найдёшь такую, как я?        | Dove la trovi una come me?                 | Совместно с Алессандро Фаббри и Франческо Скардамальей                                  |
| 2011      | ф   | Берегись! Криптонит!                | La kryptonite nella borsa                  | Совместно с Иваном Котронео и Моникой Раметтой по произведению тех же авторов           |
| 2013      | мтф | Пациенты                            | In Treatment                               | 35 эпизодов. В составе коллектива авторов                                               |
| 2013      | ф   | Я искал во всех некрологах          | Ti ho cercata in tutti i necrologi         | Совместно с Лукой Д’Алисерой и Массимо Гульельмо                                        |
| 2014      | ф   | Невидимый мальчик                   | Il ragazzo invisibile                      | Совместно с Алессандро Фаббри и Стефано Сардо                                           |
| 2015      | мтф | 1992                                | 1992                                       | 10 эпизодов. Совместно с Алессандро Фаббри и Стефано Сардо                              |
| 2014—2016 | с   | Гоморра                             | Gomorra. La serie                          | Создатель (12 эпизодов, 2014), сценарист (1 эпизод, 2016). В составе коллектива авторов |
| 2016      | ф   | Всё ради девушки                    | Slam: Tutto per una ragazza                | Совместно с Франческо Бруни и Андреа Молайоли по роману Ника Хорнби                     |
| 2017      | мтф | 1993                                | 1993                                       | 8 эпизодов. Совместно с Алессандро Фаббри и Стефано Сардо                               |
| 2017      | тф  | Два солдата                         | Due soldati                                | Совместно с Маурицио Брауччи и Массимилиано Вирджилио                                   |
| 2018      | ф   | Невидимый мальчик: Второе поколение | Il ragazzo invisibile: Seconda generazione | Совместно с Алессандро Фаббри и Стефано Сардо                                           |